# آرناچیو
آرناچیو (به ایتالیایی: Arnaccio) یک منطقهٔ مسکونی در ایتالیا است که در کاسکینا واقع شده‌است. آرناچیو ۱۱۳ نفر جمعیت دارد و ۲ متر بالاتر از سطح دریا واقع شده‌است.